# 島根県の市町村旗一覧
島根県の市町村旗一覧（しまねけんのしちょうそんきいちらん）は、島根県内の市町村に制定されている、あるいは制定されていた市町村旗の一覧である。なお、一覧の順序は全国地方公共団体コード順による。廃止された市町村旗は廃止日から順に掲載している。

## 市部
| 市     | 市旗 | 制定有無 | 制定日        | 旗の色                                         | 備考                                               |
| ------ | ---- | -------- | ------------- | ---------------------------------------------- | -------------------------------------------------- |
| 松江市 |      | なし     | なし          | 地色は白色であり、紋章は青色が指定されている   |                                                    |
| 浜田市 |      | なし     | なし          | 地色は白色であり、紋章は濃紺色が指定されている |                                                    |
| 出雲市 |      | あり     | 2005年3月22日 | 地色は白色であり、紋章は赤色が指定されている   | 2代目の市旗である                                  |
| 益田市 |      | あり     | 1981年11月3日 | 地色は白色であり、紋章は濃紺色が指定されている |                                                    |
| 大田市 |      | あり     | 2006年4月1日  | 地色は白色であり、紋章は赤色が指定されている   | 旧・大田市制時に制定され、新市制施行後に継承される |
| 安来市 |      | なし     | なし          | 地色は白色であり、紋章は指定色が指定されている | 2代目の市旗である                                  |
| 江津市 |      | なし     | なし          | 地色は白色であり、紋章は指定色が指定されている | 2代目の市旗である                                  |
| 雲南市 |      | あり     | 2004年11月1日 | 地色は白色であり、紋章は指定色が指定されている |                                                    |

## 町村部
| 郡     | 町村       | 町村旗 | 制定有無 | 制定日         | 旗の色                                         | 備考                                                                                                   |
| ------ | ---------- | ------ | -------- | -------------- | ---------------------------------------------- | --- |
| 仁多郡 | 奥出雲町   |        | あり     | 2005年12月21日 | 地色は白色であり、紋章は黄土色が指定されている | |
| 飯石郡 | 飯南町     |        | なし     | なし           | 地色は白色であり、紋章は青色が指定されている   | |
| 邑智郡 | 川本町     |        | なし     | なし           | 地色は白色であり、紋章は青色が指定されている   | |
| 邑智郡 | 美郷町     |        | なし     | なし           | 地色は白色であり、紋章は指定色が指定されている | |
| 邑智郡 | 邑南町     |        | なし     | なし           | 地色は白色であり、紋章は青色が指定されている   | |
| 鹿足郡 | 津和野町   |        | あり     | 2005年9月25日  | 地色は白色であり、紋章は黒色が指定されている   | 紋章の上部には二本の線が赤色で指定され、手前側は細い線・奥側は太い線が指定されている 2代目の町旗である |
| 鹿足郡 | 吉賀町     |        | あり     | 2005年10月1日  | 地色は白色であり、紋章は指定色が指定されている | |
| 隠岐郡 | 海士町     |        | あり     | 1970年         | 地色は白色であり、紋章は緑色が指定されている   | |
| 隠岐郡 | 西ノ島町   |        | なし     | なし           | 地色は白色であり、紋章は黄緑色が指定されている | |
| 隠岐郡 | 知夫村     |        | なし     | なし           | -                                              | |
| 隠岐郡 | 隠岐の島町 |        | あり     | 2005年10月1日  | 地色は白色であり、紋章は指定色が指定されている | |

## 廃止された市町村旗一覧
| 市郡   | 町村     | 市町村旗 | 制定有無 | 制定日         | 廃止日        | 旗の色                                                                     | 備考             |
| ------ | -------- | -------- | -------- | -------------- | ------------- | -------------------------------------------------------------------------- | ---------------- |
| 安来市 |          |          | あり     | 1954年4月1日   | 2004年10月1日 | 地色は白色であり、紋章は赤色が指定されている                               | 初代の市旗である |
| 能義郡 | 広瀬町   |          | なし     | なし           | 2004年10月1日 | -                                                                          |                  |
| 能義郡 | 伯太町   |          | なし     | なし           | 2004年10月1日 | -                                                                          |                  |
| 江津市 |          |          | なし     | なし           | 2004年10月1日 | 地色は白色であり、紋章は赤色が指定されている                               | 初代の市旗である |
| 邑智郡 | 桜江町   |          | なし     | なし           | 2004年10月1日 | -                                                                          |                  |
| 邑智郡 | 邑智町   |          | なし     | なし           | 2004年10月1日 | -                                                                          |                  |
| 邑智郡 | 大和村   |          | なし     | なし           | 2004年10月1日 | -                                                                          |                  |
| 邑智郡 | 瑞穂町   |          | なし     | なし           | 2004年10月1日 | -                                                                          |                  |
| 邑智郡 | 石見町   |          | なし     | なし           | 2004年10月1日 | -                                                                          |                  |
| 邑智郡 | 羽須美村 |          | なし     | なし           | 2004年10月1日 | -                                                                          |                  |
| 隠岐郡 | 西郷町   |          | なし     | なし           | 2004年10月1日 | 地色は白色であり、紋章は青緑色が指定されている                             |                  |
| 隠岐郡 | 布施村   |          | あり     | 1916年3月31日  | 2004年10月1日 | 地色は白色であり、紋章はスギ・マツは深緑色・その隙間に赤色が指定されている |                  |
| 隠岐郡 | 五箇村   |          | なし     | なし           | 2004年10月1日 | 地色は藍色であり、紋章は白色が指定されている                               |                  |
| 隠岐郡 | 都万村   |          | なし     | なし           | 2004年10月1日 | 地色は青色であり、紋章は橙色・縁部分は白色が指定されている                 |                  |
| 美濃郡 | 美都町   |          | なし     | なし           | 2004年11月1日 | 地色は白色であり、紋章は黄緑色が指定されている                             |                  |
| 美濃郡 | 匹見町   |          | なし     | なし           | 2004年11月1日 | 地色は白色であり、紋章は緑色が指定されている                               |                  |
| 大原郡 | 大東町   |          | なし     | なし           | 2004年11月1日 | -                                                                          |                  |
| 大原郡 | 加茂町   |          | なし     | なし           | 2004年11月1日 | -                                                                          |                  |
| 大原郡 | 木次町   |          | あり     | 1981年11月26日 | 2004年11月1日 | 地色は白色であり、紋章は赤色が指定されている                               |                  |
| 飯石郡 | 三刀屋町 |          | なし     | なし           | 2004年11月1日 | -                                                                          |                  |
| 飯石郡 | 掛合町   |          | なし     | なし           | 2004年11月1日 | -                                                                          |                  |
| 飯石郡 | 吉田村   |          | なし     | なし           | 2004年11月1日 | -                                                                          |                  |
| 飯石郡 | 頓原町   |          | なし     | なし           | 2005年1月1日  | 地色は白色であり、紋章は赤色が指定されている                               |                  |
| 飯石郡 | 赤来町   |          | なし     | なし           | 2005年1月1日  | -                                                                          |                  |
| 出雲市 |          |          | あり     | 1947年11月3日  | 2005年3月22日 | 地色は白色であり、紋章は赤色が指定されている                               | 初代の市旗である |
| 平田市 |          |          | あり     | 1955年10月20日 | 2005年3月22日 | 地色は白色であり、紋章は赤色が指定されている                               |                  |
| 簸川郡 | 佐田町   |          | なし     | なし           | 2005年3月22日 | 地色は白色であり、紋章は藍色が指定されている                               |                  |
| 簸川郡 | 多伎町   |          | なし     | なし           | 2005年3月22日 | 地色は水色であり、紋章は白色が指定されている                               |                  |
| 簸川郡 | 湖陵町   |          | なし     | なし           | 2005年3月22日 | 地色は白色であり、紋章は黒色が指定されている                               |                  |
| 簸川郡 | 大社町   |          | なし     | なし           | 2005年3月22日 | 地色は白色であり、紋章は赤色が指定されている                               |                  |
| 八束郡 | 鹿島町   |          | なし     | なし           | 2005年3月31日 | 地色は臙脂色であり、紋章は白色が指定されている                             |                  |
| 八束郡 | 島根町   |          | なし     | なし           | 2005年3月31日 | 地色は白色であり、紋章は水色が指定されている                               |                  |
| 八束郡 | 美保関町 |          | なし     | なし           | 2005年3月31日 | 地色は水色と白色であり、紋章は赤色が指定されている                         |                  |
| 八束郡 | 玉湯町   |          | なし     | なし           | 2005年3月31日 | 地色は白色であり、紋章は藍色が指定されている                               |                  |
| 八束郡 | 宍道町   |          | なし     | なし           | 2005年3月31日 | 地色は青色であり、紋章は白色が指定されている                               |                  |
| 八束郡 | 八束町   |          | なし     | なし           | 2005年3月31日 | 地色は臙脂色であり、紋章は金色が指定されている                             |                  |
| 八束郡 | 八雲村   |          | なし     | なし           | 2005年3月31日 | 地色は深緑色であり、紋章は金色が指定されている                             |                  |
| 仁多郡 | 仁多町   |          | なし     | なし           | 2005年3月31日 | -                                                                          |                  |
| 仁多郡 | 横田町   |          | なし     | なし           | 2005年3月31日 | -                                                                          |                  |
| 鹿足郡 | 津和野町 |          | なし     | なし           | 2005年9月25日 | -                                                                          |                  |
| 鹿足郡 | 日原町   |          | なし     | なし           | 2005年9月25日 | -                                                                          |                  |
| 那賀郡 | 金城町   |          | なし     | なし           | 2005年10月1日 | 色は白色であり、紋章は黒色が指定されている                                 |                  |
| 那賀郡 | 旭町     |          | なし     | なし           | 2005年10月1日 | 色は青色であり、紋章は白色が指定されている                                 |                  |
| 那賀郡 | 弥栄村   |          | なし     | なし           | 2005年10月1日 | 色は緑色であり、紋章は白色が指定されている                                 |                  |
| 那賀郡 | 三隅町   |          | なし     | なし           | 2005年10月1日 | 色は白色であり、紋章は赤色が指定されている                                 |                  |
| 邇摩郡 | 温泉津町 |          | なし     | なし           | 2005年10月1日 | 色は白色であり、紋章は赤色が指定されている                                 |                  |
| 邇摩郡 | 仁摩町   |          | なし     | なし           | 2005年10月1日 | -                                                                          |                  |
| 鹿足郡 | 六日市町 |          | あり     | 1970年6月6日   | 2005年10月1日 | -                                                                          |                  |
| 鹿足郡 | 柿木村   |          | なし     | なし           | 2005年10月1日 | -                                                                          |                  |
| 八束郡 | 東出雲町 |          | なし     | なし           | 2011年8月1日  | 色は白色であり、紋章は赤色が指定されている                                 |                  |
| 簸川郡 | 斐川町   |          | なし     | なし           | 2011年10月1日 | 色は白色であり、紋章は赤色が指定されている                                 |                  |

### 書籍
- 中川幸也『シリーズ人間とシンボル第2号「都市の旗と紋章」』中川ケミカル、1987年10月11日。
- NHK情報ネットワーク『NHKふるさとデータブック7 [中国]』日本放送協会、1992年5月1日。

### 自治体書籍
- 布施村編纂委員会『布施村誌』島根県隠岐郡布施村、1986年。
- 木次町役場『木次町例規集』島根県大原郡木次町。